# 테투 백반
테투 백반(Tettu Facula)은 목성의 위성인 가니메데에 존재하는 흰 반점 모양의 지형이다. 길이는 189km이다.